# Atentado de Múnich de 2025
El atentado de Múnich de 2025 ocurrió el 13 de febrero de 2025, cuando se produjo un ataque con un vehículo durante una manifestación organizada por el sindicato «Ver.di» en Múnich,  Alemania.  El ataque dejó 37 personas heridas y 2 fallecidas. 

## Ataque
Aproximadamente a las 10:30 hora local, un conductor afgano en un Mini Cooper blanco se acercó a un vehículo policial que vigilaba una manifestación organizada por el sindicato de servicios ver.di cerca de la estación central de trenes de Múnich. El afgano maniobró alrededor del vehículo policial y aceleró hacia la multitud de manifestantes. El conductor, identificado como un solicitante de asilo afgano de 24 años fue detenido en el lugar. Veintiocho personas resultaron heridas, incluidos niños, algunas de gravedad. Los servicios de emergencia acudieron en ayuda de las víctimas. 

## Reacciones
El primer ministro bávaro Markus Söder, dijo que se sospecha que el incidente fue un ataque. El alcalde de Múnich, Dieter Reiter, expresó su conmoción y preocupación por las víctimas. Dijo que se realizaron disparos durante el arresto del sospechoso, pero aclaró que el individuo ya no representaba una amenaza.  El ataque ocurrió poco antes de la Conferencia de Seguridad de Múnich, un evento que atrajo a personalidades internacionales como el vicepresidente estadounidense J. D. Vance, y el presidente ucraniano, Volodímir Zelenski. Aunque los funcionarios indicaron que el incidente no estaba relacionado con la conferencia, intensificó las discusiones sobre políticas de seguridad y migración, especialmente a la luz de las próximas elecciones federales en Alemania. Fue el tercer ataque perpetrado por un solicitante de asilo en Alemania en un período de tres meses, lo que avivó aún más los debates políticos sobre inmigración y seguridad pública. 